# بنیه
بنیه (به مجاری:  Bénye) یک شهرداری در مجارستان است که در ناحیه مونور واقع شده‌است. بنیه ۱۶٫۵۳ کیلومتر مربع مساحت و ۱٬۲۶۵ نفر جمعیت دارد.